# Marysin (województwo łódzkie)
Marysin – osada w Polsce położona w województwie łódzkim, w powiecie poddębickim, w gminie Dalików.
Powstała 1 stycznia 2009 w wyniku odłączenia od wsi Tobolice.